# Vernor Vinge
Vernor Steffen Vinge (n. 2 octombrie 1944, Waukesha, Wisconsin, SUA – d. 20 martie 2024, La Jolla, California, SUA) a fost  un profesor de matematică și informatică la Universitatea de stat din San Diego și autor de science fiction.
Vernor Vinge este faimos pentru romanele sale premiate cu Premiul Hugo Foc în adânc (1992) și Adâncurile cerului (1999), și mai ales pentru eseul său din 1993 "The Coming Technological Singularity" (Singularitatea tehnologică care vine), unde afirmă că creșterea exponențială din tehnologie va tinde spre un punct dincolo de care nu putem nici măcar specula despre posibilele consecințe.
„În treizeci de ani vom poseda metodele tehnologice de a crea inteligență supraumană. Puțin după aceea, epoca oamenilor se va încheia.”—"The Coming Technological Singularity" de Vernor Vinge, 1993

## Viața și opera
Vinge și-a publicat prima povestire, "Bookworm, Run!", în numărul din martie 1966 al revistei Analog Science Fiction, editată pe atunci de John W. Campbell. Povestirea explorează tema inteligenței crescute artificial prin conectarea creierului direct la surse de date computerizate. A devenit un colaborator constant al revistelor SF din anii '60 și începutul anilor '70, adaptând una dintre povestirile sale într-un scurt roman, Grimm's World (1969) și publicând un al doilea roman, The Witling (1975).
Vinge a ieșit la rampă cu nuvela sa din 1981, True Names, poate prima povestire care prezintă cu adevărat conceptul de cyberspace, care va deveni ulterior elementul central al povestirilor cyberpunk ale lui William Gibson, Neal Stephenson și alții.
Următoarele două romane, The Peace War (1984) și Marooned in Realtime (1986), explorează răspândirea unei societăți viitoare libertine și prezintă impactul unei tehnologii care poate crea câmpuri de forță impenetrabile. Aceste cărți l-au ajutat pe Vinge să își construiască o reputație de autor care explorează cu multă inventivitate ideile până la concluziile lor logice. Ambele cărți au fost nominalizate la premiul Hugo, dar au pierdut în favoarea unor romane scrise de William Gibson și Orson Scott Card.
Alături de True Names, aceste două romane reliefează interesul lui Vinge pentru singularitatea tehnologică. True Names se petrece într-o lume aflată în vârful singularității. The Peace War prezintă o lume în care singularitatea a fost amânată de câmpurile de forță și de o epidemie globală, în timp ce Marooned in Realtime urmărește un grup de oameni care reușesc să evite singularitatea care, altfel, înconjura Pământul.
Vinge a câștigat premiul Hugo pentru "Cel mai bun roman" (la egalitate cu Doomsday Book a lui Connie Willis) cu romanul său din 1992, Foc în adânc.
În el, își imaginează o galaxie divizată, în care de ce te îndepărtezi de centrul ei, de aceea atingi un nivel tehnologic mai ridicat. Aproape de centru se află 'Adâncurile Negânditoare', unde chiar și inteligența de nivelul celei umane este imposibilă. Pământul se află în 'Zona Lentă', în care călătoria cu viteza superluminică nu poate fi atinsă. Marea parte a acțiunii cărții se petrece în zona numită 'Exteriorul', unde este posibilă călătoria cu viteză superluminică, dar transcendența dincolo de singularitatea inteligenței supraumane nu. În ultima zonă, a transcendenței, nu par a exista niciun fel de limite. Exteriorul creează un cadru perfect pentru o space opera clasică, folosind tehnologia care va ajuta la trecerea peste singularitate. Foc include o serie de alte idei care creează un univers bogat și complex.
Adâncurile cerului (1999) este un preludiu la Foc, urmărind competiția între diferite grupuri umane din Zona Lentă pentru explorarea unei culturi extraterestre aflată în plină dezvoltare tehnologică. În plus, Adâncurile explorează temele libertății tehnologice vs. tehnologie ca instrument de exploatare și control, printre alte probleme politice profunde. Adâncurile a câștigat premiul Hugo Award pentru "Cel mai bun roman" în 2000.
Nuvelele lui Vinge Fast Times at Fairmont High și The Cookie Monster au câștigat și ele premiul Hugo în 2002 și, respectiv, în 2004.
Romanul din 2006, La Capătul curcubeului, desfășurat într-un univers similar celui din Fast Times at Fairmont High, a câștigat în 2007 premiul Hugo pentru "Cel mai bun roman".
Următorul roman, Copiii cerului, este o continuare la Foc în adânc, petrecându-se după circa 10 ani. Lansarea lui este planificată pentru luna februarie 2011.
Vinge s-a retras din activitatea didactică de la Universitatea de stat din San Diego în 2000, devenind scriitor full-time. Mulți ani, de la începuturile sale din 1999, Vinge s-a aflat în comitetul de selecție al premiul acordat pentru "Advancement of Free Software" de către fundația Free Software. Vernor Vinge a fost oaspete de onoare la ConJosé, a 60-a Convenție Mondială de Science Fiction din 2002.
Vinge a fost căsătorit cu scriitoarea science fiction Joan D. Vinge.

## Teme
Conceptele de inteligență artificială și de singularitate tehnologică sunt răspândite în majoritatea scrierilor lui Vinge, fie înglobate în poveste (Bookworm, Run!; True Names; La Capătul curcubeului), fie construindu-se lumi care prezintă explicit lipsa acestor fenomene (Foc în adânc, Adâncurile cerului).
În alte cărți apare tema anarho-capitalism-ului, uneori explicit (The Ungoverned, Marooned in Realtime), alteori mai puțin evident (confruntarea dintre emergenți și Qeng Ho din Adâncurile cerului).